# Dulles Town Center (Virginie)
Dulles Town Center est une census-designated place située dans le comté de Loudoun, dans l’État de Virginie, aux États-Unis. Lors du recensement de 2020, elle comptait 5 909 habitants.